# Bidestroff

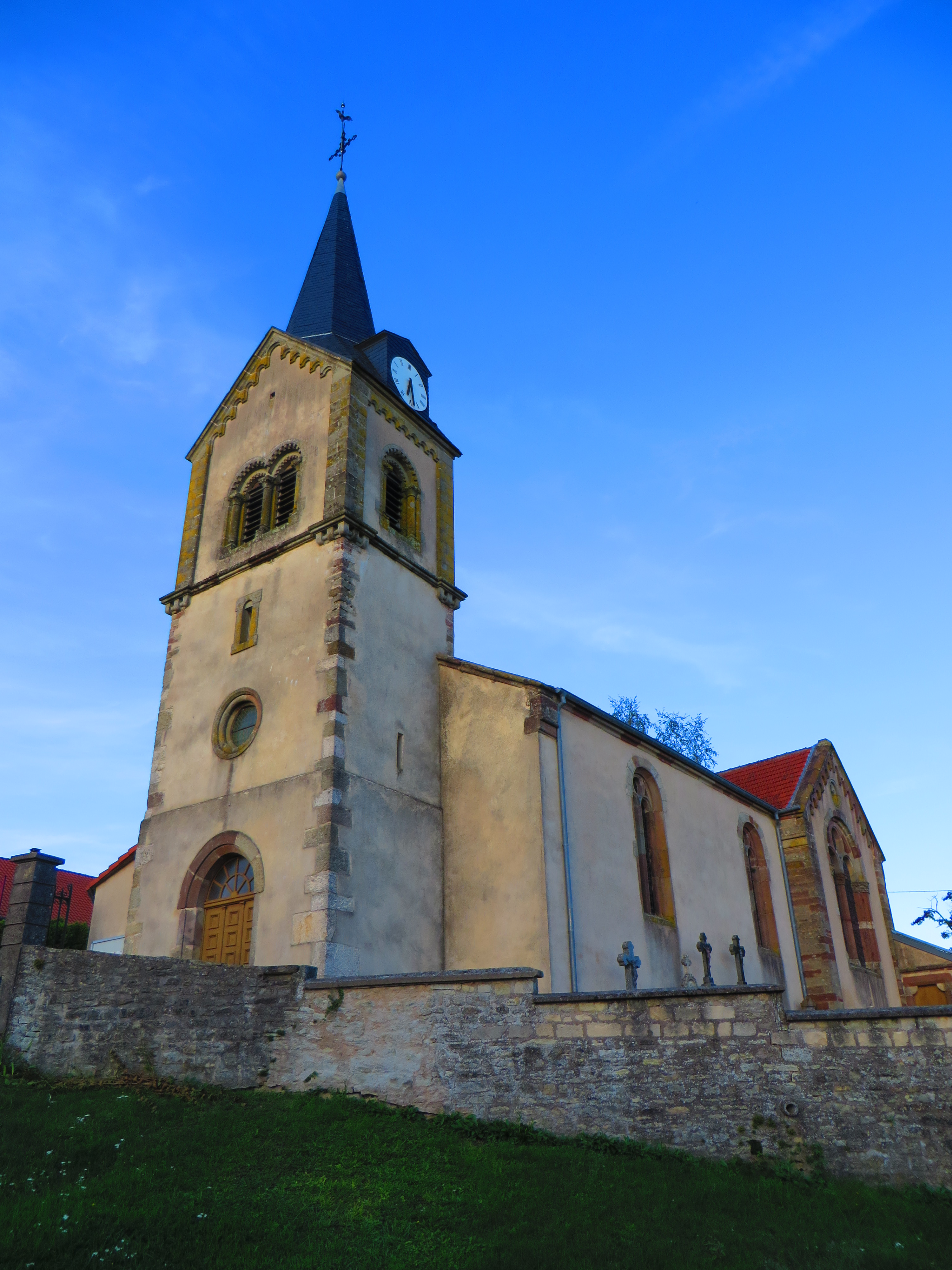
Kirche St. Michael

Bidestroff (deutsch Biedesdorf) ist eine französische Gemeinde mit 121 Einwohnern (Stand 1. Januar 2022) im Département Moselle in der Region Grand Est (bis 2015 Lothringen). Sie gehört zum Arrondissement Sarrebourg-Château-Salins, zum Kanton Le Saulnois und zum Kommunalverband Communauté de communes du Saulnois.

## Geographie
Die Gemeinde  liegt im Saulnois (Salzgau), 76 Kilometer nordwestlich von Straßburg, etwa 56 Kilometer südöstlich von Metz, 23 Kilometer nordwestlich von Sarrebourg (Saarburg) und 6,4 Kilometer nordöstlich von Dieuze (Duß), zwischen den Nachbargemeinden Bassing (Bessingen) im Nordosten,  Zommange (Zemmingen) im Süden und Bourgaltroff (Burgaltdorf) im Nordwesten auf einer Höhe zwischen 210 und 275 Metern über dem Meeresspiegel, die mittlere Höhe beträgt 240 Meter. Das Gemeindegebiet umfasst 7,99 Quadratkilometer.

## Geschichte
Der Ort gehörte früher zum Herzogtum Lothringen und wurde 1121 als villa de Buderstorf cum ecclesia (Landgut Buderstorf mit Kirche) erstmals urkundlich erwähnt. 1262 tauchte er als Buderstorff im Kopialbuch der Kastellanei von Albestroff auf. 1266 wurde er Curtis de Benderstorff in einer Urkunde aus Zweibrücken genannt, 1476 Huwestorff in einer Urkunde aus Dieuze. 1623 wurde er erstmals Biderstroff genannt. 
Die Abtei Longeville hatte bereits 1121 hier Güter, und 1266 besaßen die Grafen von Leiningen die Hälfte der Ortschaft als lothringisches Lehen.
Die Ortschaft gehörte später zur Bailliage von Dieuze und wurde 1722 zu einer Baronie.
1793 erhielt Bidestroff als Biderstroff im Zuge der Französischen Revolution (1789–1799) den Status einer Gemeinde und 1801, ebenfalls als Biderstroff, das Recht auf kommunale Selbstverwaltung. Es gehörte von 1801 bis 1871 zum früheren Département Meurthe. 
Durch den Frankfurter Frieden vom 10. Mai 1871 kam die Region an das deutsche Reichsland Elsaß-Lothringen, und das Dorf wurde dem Kreis Château-Salins im Bezirk Lothringen zugeordnet. Die Dorfbewohner betrieben Getreide-, Obst- und Weinbau. Während des Ersten Weltkriegs (1914–1918) wurden Teile der Ortschaft zerstört. Nach Kriegsende musste die Region aufgrund der Bestimmungen des Versailler Vertrags 1919 an Frankreich abgetreten werden und wurde Teil des Département Moselle. Im Zweiten Weltkrieg war die Region von der deutschen Wehrmacht besetzt.

### Demographie
| Jahr      | 1793 | 1806 | 1846 | 1876 | 1911 | 1946 | 1982 | 2007 | 2019 |
| --------- | ---- | ---- | ---- | ---- | ---- | ---- | ---- | ---- | ---- |
| Einwohner | 285  | 353  | 489  | 332  | 260  | 164  | 104  | 132  | 131  |

Am meisten Einwohner hatte Bidestroff 1846 (489), danach nahm die Einwohnerzahl bis 1982 (104) ab.

## Wappen
Das Wappen der Gemeinde zeigt drei goldene Spitzenbögen auf blauem Grund. Es ist das Wappen der Familie Philibert, die früher eine Seigneurie in Bidestroff besaß.

## Sehenswürdigkeiten

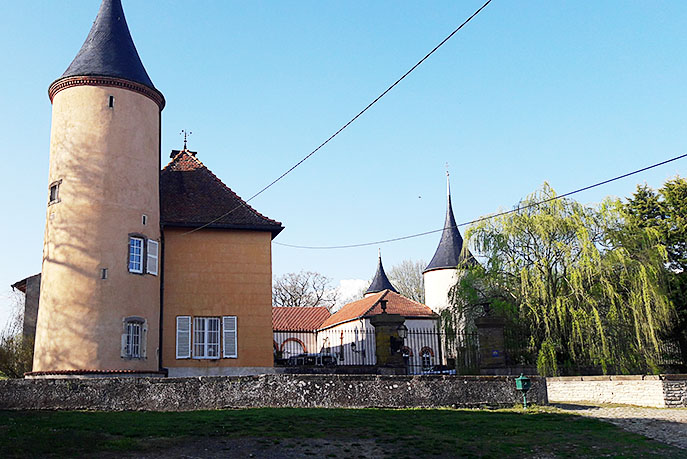
Schloss Bidestroff

Das Schloss von Bidestroff wurde im 16. Jahrhundert erbaut. Die Fassaden, das Dach und das Taubenhaus wurden 1990 in das Zusatzverzeichnis der Monuments historiques (historische Denkmale) eingetragen. Das Schloss befindet sich im Privatbesitz.
Die Kirche Saint-Michel wurde 1879 erbaut, 1914 zerstört und 1920 wieder aufgebaut.

## Persönlichkeiten
- Eugène Schneider (1805–1875), Unternehmer